# Warwick Ward
Warwick Ward (St Ives, 3 dicembre 1891 – Londra, 9 dicembre 1967) è stato un attore e produttore cinematografico britannico apparso come protagonista in numerosi film muti dal 1919 al 1933.

## Filmografia
- The Silver Lining - regia di A.E. Coleby (1919)
- Build Thy House - regia di Fred Goodwins (1920)
- Mary Latimer, Nun - regia di Bert Haldane (1920)
- Wuthering Heights  - regia di A. V. Bramble (1920)
- The Manchester Man - regia di Bert Wynne (1920)
- The Call of the Road - regia di A.E. Coleby (1920)
- Handy Andy  - regia di Bert Wynne (1921)
- Bulldog Drummond  - regia di Oscar Apfel (1922)
- The Prude's Fall - regia di Graham Cutts (1924)
- Madame Sans-Gêne  - regia di Léonce Perret (1925)
- Varieté - regia di Ewald André Dupont (1925)
- L'avventuriera di Algeri (Die Frauengasse von Algier) - regia di Wolfgang Hoffmann-Harnisch (1927)
- Vera Mirzewa (Der Fall des Staatsanwalts M..) - regia di Rudolf Meinert (1928)
- Rund um die Liebe - regia di Oskar Kalbus (1929)
- Donna perduta (The Way of Lost Soul) - regia di Paul Czinner (1929)
- Number,Please - regia di George King (1931)
- Daedlock - regia di George King (1931)
- A Man of Mayfair - regia di Louis Mercanton (1932)
- F.P. 1 non risponde (F.P. 1 antwortet nicht) - regia di Karl Hartl (1933)
- The Callbox Mystery - regia di G.B. Samuelson (1932)
- Blind Spot  - regia di John Daumery (1932)
- Life Goes On - regia di Jack Raymond (1932)
- Stamboul - regia di Dimitri Buchowetzki (1932)